# Eviota korechika
Eviota korechika là một loài cá biển thuộc chi Eviota trong họ Cá bống trắng. Loài này được mô tả lần đầu tiên vào năm 2005.

## Từ nguyên
Loài cá này được đặt theo tên của Korechika Yano, người đã cung cấp những mẫu vật của chúng.

## Phạm vi phân bố và môi trường sống
E. korechika có phạm vi phân bố rải rác ở vùng biển Ấn Độ Dương - Thái Bình Dương. Loài cá này được tìm thấy ở ngoài khơi một vài hòn đảo thuộc quần đảo Ryukyu (Nhật Bản); phía bắc đảo Sulawesi và Tây Papua (Indonesia); Papua New Guinea; Philippines; Palau; Tây Úc; cũng như tại Sri Lanka. E. korechika sinh sống gần các rạn san hô ở độ sâu khoảng từ 1 đến 20 m.

## Mô tả
Chiều dài cơ thể tối đa được ghi nhận ở E. korechika là 2,44 cm. Cơ thể có màu nâu nhạt hoặc nâu đỏ; má và mang có một số đốm màu nâu đen. Hai bên đầu và mang có nhiều đốm nâu sẫm. Mống mắt ánh màu bạc hoặc vàng kim nhạt, với các vạch màu cam đỏ hoặc màu đồng bao quanh đồng tử. Hai bên thân có các dải sọc màu sẫm.
Số gai ở vây lưng: 7; Số tia vây ở vây lưng: 9; Số gai ở vây hậu môn: 1; Số tia vây ở vây hậu môn: 8 - 9; Số tia vây ở vây ngực: 15 - 18.